# Tiit Vähi
Tiit Vähi (născut la 10 ianuarie 1947, Valga, Estonia) este un politician estonian, fost prim ministru al țării între 1995 și 1997 și fost prim-ministru interimar pentru câteva luni în 1992.

## Biografie
Născut în Valga, Estonia, Vähi a terminat Universitatea Tehnică din Tallinn cu o diplomă în inginerie. După absolvire, a ocupat mai multe poziții manageriale de vârf la compania Valga Trucking Company.